# 新光投信
新光投信株式会社（しんこうとうしんかぶしきがいしゃ、Shinko Asset Management Co.,Ltd.）は、かつて存在した日本の資産運用会社。東京都中央区日本橋に本社を置いていた。みずほ証券の直接の前身である、新光証券の前身企業の流れをくむ投資顧問会社で、1961年に設立された。
2016年10月1日、みずほフィナンシャルグループ傘下にあった、みずほ投信投資顧問、みずほ信託銀行の運用部門、それにみずほフィナンシャルグループと第一生命保険の折半出資会社であったDIAMアセットマネジメントとの事業統合により、アセットマネジメントOneとなり消滅した。

## 沿革
- 1961年6月 - 大井証券投資信託委託株式会社として設立。
- 1969年10月 - 新和光投信委託株式会社に社名変更。
- 1996年8月 - 投資顧問業の登録。
- 1996年12月 - 投資一任契約に係る業務の認可を受ける。
- 1998年12月 - 証券投資信託法の改正に伴う投資信託の証券投資信託業のみなし認可を受ける。
- 2000年4月 - 太陽投信委託株式会社を合併。新光投信株式会社に改称。
- 2016年10月1日 - みずほ投信投資顧問株式会社に吸収合併され解散。吸収合併したみずほ投信投資顧問株式会社も、みずほ信託銀行の資産運用部門を会社分割により承継するとともに、DIAMアセットマネジメント株式会社に吸収合併され、解散した。存続会社のDIAMアセットマネジメント株式会社は同時にアセットマネジメントOne株式会社に商号変更した。社長はDIAMアセットマネジメントの社長がそのまま就任し、本社は鉄鋼ビルディング内に設置している[1]。